# Bataille du Cha-Ho
Guerre russo-japonaise
Batailles
- Port-Arthur (1re)
- Chemulpo
- Yalou
- Nanshan
- Te-li-Ssu
- Incident du Hitachi Maru
- Col de Motien
- Tashihchiao
- Port-Arthur (2e)
- Hsimucheng
- Mer Jaune
- Ulsan
- Korsakov
- Liaoyang
- Cha-Ho
- Sandepu
- Mukden
- Tsushima
- Invasion de Sakhaline

La bataille de la rivière Cha est l'une des principales batailles terrestres de la guerre russo-japonaise. Elle s'est déroulée du 5 au 17 octobre 1904 dans la province de Mandchourie.

## Contexte
Depuis la défaite de la bataille de Liaoyang et le blocage de Port-Arthur, le tsar ordonne à Alexeï Kouropatkine, chef des forces de Mandchourie, de reprendre l'offensive et ainsi de sauver la face de l'Empire russe. Des renforts sont acheminés grâce au tout nouveau Transsibérien.

## La bataille

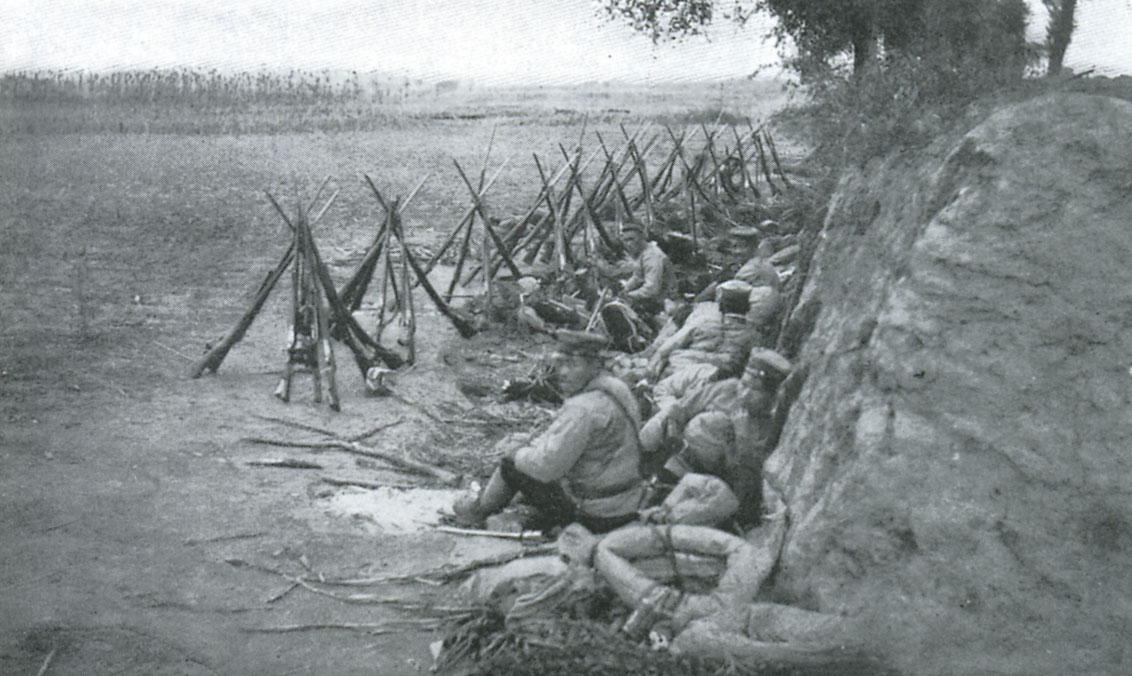
Troupes japonaises durant la bataille.

Les forces russes prennent l'initiative le 5 octobre depuis le nord de Liaoyang, l'attaque principale venant des montagnes en direction de l'est ; cette avance fait reculer les Japonais et parviennent jusqu'à la rivière Sha.
Le 10 octobre les Japonais de la Ier Armée commandée par le général Kuroki Tamemoto, la IIe Armée sous les ordres de Oku Yasukata et la IVe Armée commandée par Nozu Michitsura reprennent l'offensive par le flanc droit russe et les stoppent au nord tout en les repoussant jusqu'à leurs bases de départ sur la Sha. Pendant quatre jours encore les combats continuent avec des conditions météorologiques difficiles.

## Conséquences
Les Russes se retirent avec de lourdes pertes mais les Japonais ne sont pas en état de profiter de ce mouvement. L'offensive vers Moukden est ralentie mais pas stoppée.
L'armée russe n'a pas engagé plus de la moitié de ses troupes qui sont restées en réserve, a manqué de préparation, n'a pas réussi à exploiter les victoires tactiques ou les avancées sur un théâtre de 60 km de profondeur.